# Кузьменко Володимир Миколайович
Кузьменко Володимир Миколайович — (29.04.1956 — 6.10.2018)
Оперний співак.
Народний артист України(2006).

## Біографія
Народився 29 квітня 1956 року в с.Грінченкове Охтирського району Сумської області в багатодітній родині.

### Навчання
Після закінчення Чупахівської середньої школи в 1973 році, навчався в Сумському музичному училищі — відділ хорового диригування.
З 1976 по 1980 роки — студент відділу хорового диригування Київського державного інституту культури.
В 1981 році Кузьменко вступає на відділення оперного співу Київської державної консерваторії (клас професора Народного артиста України В. І. Тимохина), яку закінчив 1986 року.

## Роки діяльності

### В Україні
1988 року зарахований у трупу солістів Національного академічного театру опери і балету України імені Т. Г. Шевченка.
За період роботи в Національній опері України тенор Володимир Кузьменко виконав такі провідні оперні партії: Петро («Наталка-Полтавка» М. Лисенка), Андрій («Запорожець за Дунаєм» І. Гулака-Артемовського), Гвідон («Сказка о царе Салтане» Г. Римського-Корсакова), Водемон («Іоланта» П. Чайковського), граф Альмавіва («Сивільський цирульник» Россіні), Лєнський («Євгеній Онєгін» П. Чайковського), Дон Оттавіо («Дон Жуан» В. Моцарта), Фауст («Фауст» Ш. Гуно), Юродивий («Борис Годунов» М. Мусоргського).

### За кордоном
З 1994 року працює переважно за кордоном. Спочатку- Національна опера Польщі, згодом в Данії, Італії. З 1997 р. — Шотландська королівська опера (Глазго). В 1999—2005 роках Державна опера Штутгарта (Німеччина). Як запрошений соліст виступав в Оперному театрі Швейцарії (Цюрих), взяв участь в постановці опери «Пікова дама» П. І. Чайковського.
У 2004 році дебютував в Большом театрі Росії (Москва) в партії Германа («Пиковая дама» П.Чайковского). У сезоні «Большого театра» 2004/2005 років виконав партії Калафа («Турандот» Д. Пуччіні) та Маріо Каравадоссі («Тоска» Д. Пуччіні)
У 2005 році запрошений до Сан-Франціської опери (США), де з великим успіхом виконав партію Альваро в опері «Сила судьбы» Верді.
У 2006 році в Національному театрі опери і балету Фінляндії (Гельсінкі) вперше виконав партію Отелло в опері «Отелло» Верді. Цього ж року в Національному театрі Японії (Токіо) виконав партію Радомеса в опері «Аїда» Дж. Верді та партію Калафа в опері «Турандот» Пуччіні.
У 2007 році в Національній опері Ізраїлю (Тель-Авів) взяв участь в постановці опери «Трубадур» Верді і виконав партію Манріко.
З дружиною виховують сина Володимира (студент музичної академії) і доньку Оксану (школярка).
Помер 6 жовтня 2018 року (Німеччина) раптово перед виходом на сцену.